# Baadeov prozor
Baadeov prozor (eng. Baade's Window, fra. Fenêtre de Baade, rus. Окно Бааде) je dio neba s odnosno malom količinom međuzvjezdane prašine duž crte gledanja sa Zemlje. Ovo se područje smatra promatračkim "prozorom" jer je galaktičko središte Kumove slame u običnim okolnostima zatamnjeno, a vidljivo je kroz ovaj pravac. Ime je dobio prema astronomu Walteru Baadeu koji je prvi prepoznao njegovu značajnost. Ovo područje odgovara jednom od najsvjetlijih dijelova Kumove slame.
Walter Baade sredinom 1940-ih istraživao je zvijezde 100-colnim (2,5 m) Hookerovim teleskopom na Opservatoriju Mount Wilson u Kaliforniji dok je tražio središte galaktike Kumove slame. Sve dotad struktura i smještaj galaktičkog središta nisu bili dovoljno poznati.
Veliki udio zvijezda u ovom predjelu su stare zvijezde. Njihova dob u usporedbi s našom galaktikom odudara nekoliko milijarda godina. U osnovnom su spektralnom razredu K i M, i nevelika su luminoziteta. Raspršivanje boje kroz međuzvjezdanu prašinu dovodi do toga da ovo područje na fotografijama ima žućkastu boju.
Često se ovaj "prozor" koristi radi proučavanja dalekih središnjih zvijezda u ispupčenju pri vidljivim valnim duljinama i valnim duljinama bliskima vidljivom spektru. Važne informacije o unutarnjoj geometriji Kumove slame još uvijek se pročišćavaju iz mjerenja napravljenim kroz ovaj "prozor". Nalazi se u pravcu zviježđa Strijelca. O prozoru se danas zna da je nešto "južnije" od glavne središnje galaktičke izbočine. Nepravilna je oblika i teži ka jednom stupnju od neba. Centrirao se oko kuglastog skupa NGC 6522.
Baadeov prozor je najveće od šest područja kroz koje su vidljive zvijezde u središnjoj izbočini.